# Es lebe die Republik
Es lebe die Republik (Titel in der DDR: Ich, Julina und das Ende des großen Krieges, Originaltitel: Ať žije republika) ist ein tschechoslowakisches Filmdrama in Schwarzweiß aus dem Jahr 1965 von Karel Kachyňa, der auch – zusammen mit Jan Procházka – das Drehbuch nach dessen gleichnamigem Jugendbuch verfasst hatte. In den Hauptrollen sind Zdeněk Stiburek, Vlado Müller und Naděžda Gajerová zu sehen. Seine Uraufführung erlebte das Werk am 5. November 1965 in der Tschechoslowakei. In der Bundesrepublik Deutschland hatte es seine Premiere am 4. Dezember 1967 im Programm des Zweiten Deutschen Fernsehens (ZDF).

## Handlung
Tschechoslowakei gegen Ende des Zweiten Weltkrieges: Der Film erzählt die Erlebnisse eines 12-jährigen böhmischen Dorfjungen in der stürmischen Zeit zwischen dem Abzug der deutschen und dem Einmarsch der russischen Soldaten. Es sind unbedeutende Geschehnisse, die sich hier abspielen, die aber gleichwohl in der Psyche des Kindes gespenstische Ausmaße annehmen. Die Hänseleien der Altersgenossen oder die Härte des Vaters, daneben die Zärtlichkeit der Mutter und die Freundschaft mit einem Außenseiter, vor allem aber die Unaufrichtigkeit und Grausamkeit der Erwachsenen, das sind die Dinge, aus denen sich die Welt des kleinen Oldřich zusammensetzt. Eines Tages werden die Kinder des Dorfes mit allen Pferdefuhrwerken in ein Versteck geschickt, weil das Gerücht umgeht, die Pferde würden von der deutschen Besatzung beschlagnahmt. Deserteure stehlen Oldřichs Pferd und schlagen den Jungen, der sich ohne den kostbaren Besitz nicht mehr nach Hause zu gehen traut. Jetzt irrt er im Niemandsland umher und stößt auf sowjetische Soldaten, denen er seinerseits ein Ersatzpferd zu stehlen versucht. Er schließt Freundschaft mit einem russischen Leutnant, dessen Tod er bald erleben muss, aber nicht verstehen kann.
Als der Krieg zu Ende ist und Oldřich in sein Heimatdorf zurückkehrt, wird ausgerechnet der anständigste Einwohner des Ortes von der aufgebrachten Menge als „Kollaborateur“ in den Tod getrieben, und als er zu seinen Eltern zurückkehren will, muss er mit ansehen, wie diese sich eingeschlossen haben und gerade dabei sind, habgierig den gestohlenen Besitz geflüchteter Bauern zu durchsuchen.

## Kritiken
Der Evangelische Film-Beobachter zog nach der deutschsprachigen Premiere im Programm des ZDF folgendes Fazit: „Die schwierige Aufgabe, das in den letzten Kriegstagen oft zweifelhafte Verhalten der Erwachsenen mit den Augen eines Kindes zu betrachten und entsprechend zu entlarven, ist sowohl gedanklich als auch optisch auf sehr eigenwillige und eindrucksvolle Weise gelöst. Trotz einer gewissen Überladung etwa ab 16 sehr zu empfehlen.“ Auch das katholische Lexikon des internationalen Films äußert sich lobend: „Kein Heldenlied, sondern eine selbstkritische und skeptische Bestandsaufnahme.“ Cinema vertritt die Auffassung, bei dem Werk handle es sich um einen skeptischen Rückblick von einem der wichtigsten tschechischen Regisseure, dessen kritische Filme häufig von der politischen Zensur zusammengeschnitten worden seien.